# فرنسيسكو كزافييه كاستيلانوس
فرنسيسكو كزافييه كاستيلانوس (بالإسبانية: Francisco Xavier Castellanos)‏ هو عالم أعصاب إسباني، ولد في 16 نوفمبر 1953 في مدريد في إسبانيا.